# 色素体
色素体（しきそたい、もしくはプラスチド、英: plastid, chromatophore）は、植物や藻類などに見られ、光合成をはじめとする同化作用、糖や脂肪などの貯蔵、様々な種類の化合物の合成などを担う、半自律的な細胞小器官の総称である。代表的なものとして葉緑体がある。

## 機能・分化
色や機能によって、葉緑体、白色体、有色体などに分けられるが、これらは固定されたものではなく、互いに分化ないし再分化することができるものである。
植物では、色素体はそれぞれの細胞にとって必要な機能に応じて数種類の型に変化する。植物体の全ての色素体は、分裂組織にある未分化の色素体である原色素体（proplastid、以前はエオプラスト eoplastといった。eo-は暁、早いの意）に由来しており、以下のどの色素体にも発達しうる。
- アミロプラスト（amyloplast）：デンプンの貯蔵
- 葉緑体（chloroplast）：光合成
- エチオプラスト（前葉緑体、etioplast）：まだ光に当たっていない時の葉緑体
- エライオプラスト（elaioplast）：脂質の貯蔵
- 有色体（chromoplast）：色素の合成と貯蔵
- 白色体（leucoplast）：モノテルペンの合成

原色素体と若い葉緑体はよく分裂するが、より成熟した葉緑体も分裂能力がある。
一方藻類では、葉緑体の構造や色素組成が系統によって違い、それぞれ異なった名前で呼ばれることがある。たとえば紅藻では紅色体（rhodoplast）、灰色藻やPaulinella chromatophora（ケルコゾアの有殻アメーバ）ではシアネレ（チアネル、cyanelle）と呼ばれる。また白色体という用語は色素のない全ての色素体に対して使われ、既に退化して葉緑体への分化能を失ったものも含まれる。エチオプラスト、アミロプラスト、有色体は植物特異的で藻類にはない。藻類の色素体はピレノイドを含むという点でも植物の色素体と異なる。

## 構造
植物ではストロミュールと呼ばれる細長い隆起が形成され、色素体から細胞質基質へと伸びたり、色素体間を結合したりしている。タンパク質と、おそらくはより小さな分子も、ストロミュールの中を移動できるが、チラコイド膜が通ることはないと考えられている。

## ゲノム
色素体には3.5-25万塩基対（35-250 kb）の環状ゲノムがそれぞれ複数コピー存在している。たいていの植物の色素体ゲノムにはおよそ100遺伝子があり、rRNAやtRNAとともに、光合成や色素体遺伝子の転写・翻訳に関わるタンパク質などがエンコードされている。藻類の場合はもっと遺伝子数が多いこともある。しかしここにエンコードされているタンパク質は、色素体の構造や機能を維持するために必要な全タンパク質のうちの一部分に過ぎない。色素体タンパク質の大半は細胞核にある遺伝子にエンコードされており、細胞分化に応じて適切な色素体の発達ができるようにするため、色素体遺伝子と核遺伝子の発現は厳密に同時制御されている。色素体あたりのゲノムコピー数は変動的で、未分化の色素体では数コピー程度のものが、盛んに分裂している細胞では1000コピー以上、成熟した細胞では色素体分裂により色素体数が増えて100かそれ以下のコピー数になる。
色素体のDNAは内側の包膜に結びついた大きなタンパク質-DNA複合体として存在しており、色素体核様体と呼ばれる。それぞれの核様体粒子にはおそらく10コピー以上の色素体DNAが含まれている。原色素体では中心に核様体が1つある。発達中の色素体には、周辺部に内包膜に結合した多くの核様体がある。原色素体から葉緑体への発達過程、あるいは色素体が形態を変えるときには、核様体もその形態、数、位置を変化させる。核様体の再構成は核様体タンパク質の構成や量が変化することで起きると思われている。

## 遺伝
ほとんど場合色素体は片親からのみ受け継がれ、もう片方の親由来の色素体およびそのDNAは完全に失われる。被子植物では一般に母親から、一方裸子植物の多くは父親から遺伝する。藻類も片親からのみ遺伝する。通常の種内交配の場合、色素体DNAは極めて厳密に100%片親から遺伝する。しかし種間交雑の場合には、色素体の遺伝はやや不規則になる。顕花植物の種間雑種で、母親から遺伝するはずなのに父親由来の色素体を持っている例が多く報告されている。

## 起源
色素体は、内部共生をしたシアノバクテリアに由来すると考えられている。シアノバクテリアを取り込み色素体を獲得した真核生物は、緑藻と植物を含む緑色の系統、紅藻の系統、灰色藻の系統という色調の異なる3つの系統（アーケプラスチダ）に分岐した。これらはその色調だけではなく色素体の微細構造にも違いがある。例えば緑色系統の葉緑体は、シアノバクテリアや紅藻、灰色藻にある集光複合体フィコビリソームを全て失っているが、一方植物とそれにごく近縁の緑藻に限って、ストロマチラコイドとグラナチラコイドに区分されるような複雑なチラコイド構造を持っている。灰色藻の色素体は葉緑体や紅色体と対照的に、いまだにシアノバクテリアの細胞壁の名残であるペプチドグリカン層に覆われている。これら一次的な色素体は全て、二枚の膜に囲まれている。
複雑な色素体（complex plastid）は二次共生（真核生物が紅藻ないし緑藻を飲み込み、その色素体を保持する）に由来するものであり、これらは普通二枚以上の膜で囲われ、代謝能が縮小している。紅藻類を二次共生させた複雑な色素体を持つ藻類には不等毛藻（heterokont）、ハプト藻（haptophyte）、クリプト藻（cryptomonad）および大部分の有色渦鞭毛藻類が挙げられる。緑藻類を二次共生させたもの（＝葉緑体）としてはユーグレナ類（ミドリムシなど）とクロララクニオン藻類がある。アピコンプレクサ（マラリア（Plasmodium属）、トキソプラズマ症（Toxoplasma gondi）をはじめとする多くの人間や動物の病気の病原体を含む絶対寄生原虫からなる門）も複雑な色素体を持っている。アピコプラストともよばれるこの色素体は、光合成能を失っているものの必須なオルガネラであり、抗寄生虫薬を開発するための標的として有望である。ただしクリプトスポリジウム症を引き起こすCryptosporidium parvumのように、このオルガネラを失っているものもいるし、緑藻由来なのか紅藻由来なのかも未だにはっきりしない。
ある種の渦鞭毛藻（Dinophysis、Amphidinium他）や一部の繊毛虫（Mesodinium）及び鞭毛虫（Hatena arenicola）は、他の藻類を摂食し、光合成の恩恵を受けるために消化した藻類の色素体を保持している。しばらくすると色素体も消化される。このような捕らわれた色素体は、クレプトクロロプラスト（kleptochloroplast）と呼ばれている。